# Franco Zuccalà
Franco Zuccalà (Catania, 22 settembre 1940 – Milano, 30 novembre 2023) è stato un giornalista e scrittore italiano.

## Biografia
Franco Zuccalà ha scritto il suo primo articolo nel 1958 sul Corriere di Sicilia di Catania, la città dove è nato il 22 settembre 1940.
Giornalista della Rai, ha ricoperto il ruolo di inviato speciale, divenendo poi capo redattore. Nella tv di stato ha lavorato per La Domenica Sportiva, 90º minuto, il TG1 e molte rubriche televisive.
Ha anche trasmesso dodici anni per la Rai Corporation di New York, per la Televisione svizzera italiana e ha lavorato per molte testate come redattore, inviato, caporedattore: La Sicilia, La Gazzetta dello Sport, Il Giornale e Tuttosport. Dal 2000 è editorialista della agenzia giornalistica Italpress, per la quale realizza anche servizi calcistici e documentari per Italpress TV.
Nella sua carriera ha intervistato personaggi importanti come Nelson Mandela, Henry Kissinger, Sophia Loren e molti altri, a parte quelli del calcio: Pelé, Diego Armando Maradona, Alfredo Di Stéfano ecc. A partire dal 1966 ha seguito dieci Mondiali, quattro Olimpiadi, otto Europei e due Coppe d'Africa.
Ha realizzato circa sessanta documentari di costume in Australia, Sud Africa, USA, Sudamerica, Asia, visitando nel complesso oltre 150 paesi.
Con i suoi documentari ha partecipato nel 2021 al Festival del Cinema di Frontiera di Marzamemi.
Franco Zuccalà è stato anche arbitro di calcio dell'A.I.A. - F.I.G.C.
Mentre sta per intraprendere la carriera di giornalista, frequenta il corso arbitri presso la Sezione di Catania superando gli esami il 22 dicembre 1957. Nella stessa sezione, con lui anche il giornalista Domenico Tempio e Ugo Salvatore Vittoria (oggi presidente onorario della sezione arbitri di Catania "Diego Garofalo"). Il giovane arbitro Zuccalà, supera presto le trafile provinciali e diventa uno tra i più promettenti arbitri regionali tant’è che 1964 viene designato a dirigere la gara clou di promozione tra Canicattini e Provinciale del 14 aprile 1964, con la Provinciale capolista. Ma a casa Zuccalà, un paio di giorni prima di quella importante partita, squilla il telefono e dall’altro capo del filo è nientemeno che Candido Cannavò, giornalista designato per la cronaca di Messina – Juventus al celeste dello stesso 14 aprile. << Franco domenica devi andare a Messina perché io sono  indisponibile>>. Era la sua occasione, come del resto anche la gara da dirigere nel siracusano. Zuccalà si trovò ad un bivio, scegliere la carriera di giornalista o quella arbitrale. A quei tempi non ci si poteva certo arricchire, né con l’una, né con l’altra attività, ma da giornalista si poteva contare su uno stipendio sicuro, da arbitro certamente no. Certo, fu doloroso dover scegliere e poi abbandonare una delle due passioni. Andò a Messina da inviato per il quotidiano “La Sicilia”. Il resto è storia.
Per la cronaca la Juventus di Del Sol, Menichelli e Sivori, fu sconfitta dal Messina per un autogol di  Caocci che mandò in estasi i tifosi peloritani.
Muore a Milano il 30 novembre 2023 all'età di 83 anni.

## Riconoscimenti
- Premio «Boccali»
- Premio «Gianni Brera»[3]
- Al Festival Mondiale del Cinema Sportivo è stato insignito della «Ghirlanda d'onore».
- Ha ricevuto una laurea honoris causa in Telecommunication Science da parte della Columbia University di New York.
- Alla vigilia dell'amichevole Italia-Germania del 15 novembre 2013 allo Stadio Giuseppe Meazza, ha ricevuto dal CT Cesare Prandelli e dal capitano Gianluigi Buffon, a nome della FIGC, la maglia azzurra numero 50 per il suo mezzo secolo di inviato speciale al seguito della Nazionale.

## Opere
- Il re di Broccolino, Selecta Editrice, Pavia 2002
- Champions forever, Italplanet edizioni 2010
- 80 anni, mille avventure, le tre vite di un inviato speciale, 2020